# ポールジャンティ
ポールジャンティ（Port-Gentil）は、ガボン西部に位置する港湾都市。人口は約13万6,000人（2013年）で、ガボン第二の都市である。ポールジャンティルとも。オゴウェ・マリティム州州都。オゴウェ川デルタ西端の島に位置し、天然の良港を持つ。
1903年、フランスによって建設される。近くを流れるオゴウェ川舟運と海運との結節点であり、植民地時代にはオゴウェ川上流から筏流しで流れてくる木材の輸出港として栄えた。1956年にはポールジャンティ南の海上で原油生産が始まり、以後急速に発展した。沖合いにはボードロア・マリン油田などいくつかの油田が存在し、その油田の管理や石油精製、そして輸出と言った石油産業がこの都市の主産業となっている。また、主に奥地で生産されるオクメ材を原料とする合板工業も主産業の一つである。ポールジャンティ港はガボン最大の貿易港であり、石油が主な取扱品となっている。

## 交通

### 空港
ポールジャンティ国際空港からは周辺諸都市への便が発着している。

## 出身者
- ディディエ・オヴォノ：サッカー選手